# Marktkreuz (Rossie)
Das Marktkreuz von Rossie ist ein Marktkreuz in der schottischen Wüstung Rossie in der Council Area Perth and Kinross. 1971 wurde das Bauwerk in die schottischen Denkmallisten in der höchsten Denkmalkategorie A aufgenommen. Eine ehemalige zusätzliche Einstufung als Scheduled Monument wurde zwischenzeitlich aufgehoben.

## Beschreibung
Es war George Kinnaird, 7. Lord Kinnaird, der die Ortschaft Rossie auflösen und die Bewohner in die neue Ortschaft Baledgarno umsiedeln ließ. Durch den gewonnenen Raum ergaben sich Entwicklungsmöglichkeiten für sein Anwesen Rossie Priory. Das Marktkreuz steht rund 80 m südöstlich der mittelalterlichen Rossie Church, die zwischenzeitlich rekonstruiert wurde, und soll in etwa den Mittelpunkt der länglichen Ortschaft markiert haben. Neben der Kirche und einem als Loupin-on Stane bezeichneten Stein ist das Marktkreuz der letzte sichtbare Überrest der ehemaligen Ortschaft.
Das Marktkreuz wurde im Jahre 1746 gefertigt. Neben der Jahresangabe sind auch die Monogramme KG und RH auf dem Bauwerk zu lesen. Es ruht auf einer gestuften Plinthe. Das Marktkreuz ist in Form einer korinthischen Säule gestaltet, wobei CANMORE auch von kompositen Kapitellen spricht. Auf der Säule ruhen eine Kugel und je zwei Löwen und Einhörner.